# Tampa Bay Buccaneers 2000
La stagione 2000 dei Tampa Bay Buccaneers è stata la 25ª della franchigia nella National Football League. Il quarterback Shaun King, che si era messo in luca nella seconda parte della stagione precedente quando era un rookie, divenne titolare a tempo pieno. Ad aprile, i Buccaneers acquisirono in uno scambio il wide receiver Keyshawn Johnson dai New York Jets, rendendolo il ricevitore più pagato della lega e aumentando le aspettative attorno alla squadra. Questa terminò con un record di 10-6, seconda nella sua division, ma fu eliminata nel primo turno di playoff dai Philadelphia Eagles.

## Calendario
| Turno | Data               | Avversario              | Risultato          | Pubblico           |
| ----- | ------------------ | ----------------------- | ------------------ | ------------------ |
| 1     | 3/9/2000           | at New England Patriots | V 21–16            | 60,292             |
| 2     | 109//2000          | Chicago Bears           | V 41–0             | 65,569             |
| 3     | 17/9/2000          | at Detroit Lions        | V 31–10            | 76,928             |
| 4     | 24/9/2000          | New York Jets           | S 21–17            | 65,619             |
| 5     | 1/9/2000           | at Washington Redskins  | S 20–17 (DTS)      | 83,532             |
| 6     | 9/10/2000          | at Minnesota Vikings    | S 30–23            | 64,162             |
| 7     | Settimana di pausa | Settimana di pausa      | Settimana di pausa | Settimana di pausa |
| 8     | 19/10/2000         | Detroit Lions           | S 28–14            | 65,557             |
| 9     | 29/10/2000         | Minnesota Vikings       | V 41–13            | 65,589             |
| 10    | 5/11/2000          | at Atlanta Falcons      | V 27–14            | 70,097             |
| 11    | 12/11/2000         | Green Bay Packers       | V 20–15            | 65,621             |
| 12    | 19/11/2000         | at Chicago Bears        | S 13–10            | 66,944             |
| 13    | 26/11/2000         | Buffalo Bills           | V 31–17            | 65,546             |
| 14    | 3/12/2000          | Dallas Cowboys          | V 27–7             | 65,621             |
| 15    | 10/12/2000         | at Miami Dolphins       | V 16–13            | 74,307             |
| 16    | 18/12/2000         | St. Louis Rams          | V 38–35            | 65,653             |
| 17    | 24/12/2000         | at Green Bay Packers    | S 17–14 (DTS)      | 59,692             |